# Hiderigami
Hiderigami (日照り神? lett. "dio della siccità") è una specie di yōkai che possiede il potere di provocare la siccità.

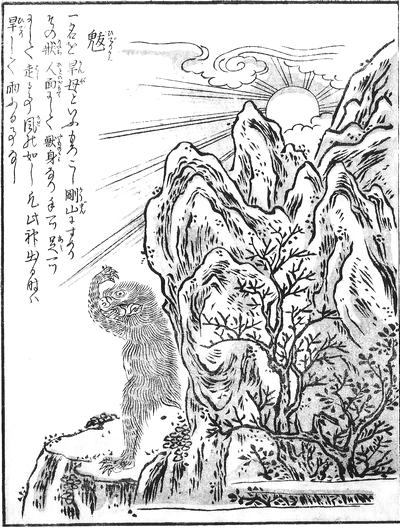
Rappresentazione dell'artista Toriyama Sekien di un Hiderigami nel Konjaku Gazu Zoku Hyakki

Secondo una nota della raccolta di medicine e cure Běncǎo Gāngmù nell'enciclopedia Wakan Sansai Zue, lo Hiderigami misura tra i sei ed i nove centimetri di lunghezza, ha gli occhi in cima alla testa, ed è anche rapido come il vento. Nel Cento demoni del presente e del passato illustrati di Toriyama Sekien, è chiamato Hiderigami (魃 "Siccità") oppure Kanbo (旱母 "Madre siccità") ed è rappresentato come una bestia con un solo braccio ed un solo occhio.
In Cina, una creatura simile si chiama Batsu (魃).